# Liste der Monuments historiques in La Francheville
Die Liste der Monuments historiques in La Francheville führt die Monuments historiques in der französischen Gemeinde La Francheville auf.

## Liste der Objekte
| Bezeichnung               | Beschreibung | Standort                       | Kennzeichnung | Schutzstatus | Datum | Bild |
| ------------------------- | --- | ------------------------------ | ------------- | ------------ | ----- | ---- |
| 30 Kirchenbänke           | Eichenholz, 18. Jahrhundert; aus der alten Kirche von Rimogne                                                                                  | in der Kirche St-Thomas (Lage) | PM08000805    | Inscrit      | 1973  |      |
| Marienaltar               | rechter Seitenaltar; Altartisch und Retabel; Holz, farbig gefasst, Marmor, 18. und 19. Jahrhundert                                             | in der Kirche St-Thomas (Lage) | PM08000801    | Inscrit      | 1973  |      |
| Skulptur Madonna mit Kind | Holz, farbig gefasst und vergoldet, um 1800 | in der Kirche St-Thomas (Lage) | PM08000803    | Inscrit      | 1973  |      |
| Skulptur Heilige Barbara  | Holz, farbig gefasst und vergoldet, 19. Jahrhundert                                                                                            | in der Kirche St-Thomas (Lage) | PM08001007    | Inscrit      | 1977  |      |
| Herz-Jesu-Altar           | linker Seitenaltar; Altartisch, Retabel und Tabernakel; Kalkstein, farbig gefasst, Marmor, Holz, farbig gefasst und vergoldet, 19. Jahrhundert | in der Kirche St-Thomas (Lage) | PM08000802    | Inscrit      | 1973  |      |
| Hauptaltar                | Altartisch und Baldachin; Kalkstein, farbig gefasst, Marmor, Metall, 18. und 19. Jahrhundert                                                   | in der Kirche St-Thomas (Lage) | PM08000800    | Inscrit      | 1973  |      |
| Skulptur Heiliger Eligius | Holz, farbig gefasst, versilbert und vergoldet, 19. Jahrhundert                                                                                | in der Kirche St-Thomas (Lage) | PM08000804    | Inscrit      | 1973  |      |